# رسیدگی به مردگان
رسیدگی به مردگان (به انگلیسی: Handling the Undead) یک فیلم نروژی ترسناک معمایی محصول ۲۰۲۴ به کارگردانی تئا هویستندال بر اساس فیلمنامه ای از جان آجویده لیندکویست  و هویستندال است. و بر اساس رمان به همین  نام اثر لیندکویست می باشد. رناته رینسو، بیورن سوندکوئیست، بنته بورسوم، آندرس دانیلسن لی، بهار پارس و اینسا داوکستا در این فیلم  ایفا نقش می کنند.
اولین نمایش جهانی آن در جشنواره فیلم ساندنس ۲۰۲۴ در ۳۰ دی ۱۴۰۲ (۲۰ ژانویه ۲۰۲۴) بود و در ۲۰ بهمن ۱۴۰۲ (۹ فوریه ۲۰۲۴) در نروژ توسط فیلم نوردیک اکران شد.

## فرضیه
سه خانواده در هرج و مرج زمانی که عزیزان درگذشته آنها به طور غیرقابل توضیحی باز می گردند.

## بازیگران
- رناته رینسو در نقش آنا
- بیورن ساندکوئیست در نقش مالر
- بنته بورسوم در نقش تورا
- آندرس دانیلسن  در نقش دیوید
- بهار پارس در نقش حوا
- اینسا داوکستا
- کیان هانسن در نقش کیان
- اولگا دامانی در نقش الیزابت

## تولید
در آگوست ۲۰۲۲، اعلام شد رناته رینسو، بیورن سوندکوئیست، بنته بورسوم، آندرس دانیلسن لی، بهار پارس و اینسا داوکستا به بازیگران فیلم پیوستند.  این فیلم با تئا هویستندال کارگردانی از روی فیلمنامه ای که او در کنار جان آجوید لیندکویست بر اساس رمانی به همین نام، با مجموعه فیلم نوردیک نوشته است.برای توزیع در کشور نروژ.

## رهایی
اولین نمایش جهانی آن در جشنواره فیلم ساندنس ۲۰۲۴ در ۲۰ ژانویه ۲۰۲۴ بود. پیش از این، نئون حقوق پخش فیلم در ایالات متحده و بریتانیا را به دست آورد. همچنین در جشنواره فیلم گوتنبرگ در ۲۶ ژانویه ۲۰۲۴ نمایش داده شد.
. در ۹ فوریه ۲۰۲۴ در نروژ منتشر شد.

## پذیرایی
الگو:Rotten Tomatoes prose این فیلم در متاکریتیک که از میانگین وزنی استفاده می‌کند، بر اساس نظر ۱۷ منتقدین امتیاز ۷۰ از ۱۰۰ را کسب کرده که نشان‌گر «نقدهای عموماً مطلوب» است.